# Schradinova
Schradinova is de naam van de band rondom zangeres Janne Schra. Zij was eerder zangeres van de band Room Eleven, die tot 2010 bestond. Schra vormt samen met Lucas Dols, Philippe Lemm, Sietse van Gorkom, Stef van Es en Tony Roe de band Schradinova.
Het eerste album van Schradinova is India Lima Oscar Victor Echo You. Het nummer Glowing is de eerste single van het album. Het genre slaat niet echt aan bij het grote publiek, maar dat weerhoudt Schradinova niet van een tweede single: Dogs Bark.

## Discografie

### Albums
| Album met eventuele hitnotering(en) in de Nederlandse Album Top 100 | Datum van verschijnen | Datum van binnenkomst | Hoogste positie | Aantal weken | Opmerkingen |
| ------------------------------------------------------------------- | --------------------- | --------------------- | --------------- | ------------ | ----------- |
| India Lima Oscar Victor Echo You                                    | 2010                  | 23-10-2010            | 13              | 9            |             |

### Singles
| Single met eventuele hitnotering(en) in de Nederlandse Top 40 | Datum van verschijnen | Datum van binnenkomst | Hoogste positie | Aantal weken | Opmerkingen               |
| ------------------------------------------------------------- | --------------------- | --------------------- | --------------- | ------------ | ------------------------- |
| Glowing                                                       | 2010                  | -                     |                 |              | #100 in de Single Top 100 |